# Liste der Kulturdenkmäler in Deesen
In der Liste der Kulturdenkmäler in Deesen sind alle Kulturdenkmäler der rheinland-pfälzischen Ortsgemeinde Deesen aufgeführt. Grundlage ist die Denkmalliste des Landes Rheinland-Pfalz (Stand: 21. Dezember 2021).

## Einzeldenkmäler
| Bezeichnung | Lage                 | Baujahr                            | Beschreibung                                                                                | Bild                           |
| ----------- | -------------------- | ---------------------------------- | ------------------------------------------------------------------------------------------- | ------------------------------ |
| Quereinhaus | Mittelstraße 11 Lage | 18. Jahrhundert                    | Fachwerk-Quereinhaus, teilweise massiv, 18. Jahrhundert, Bruchstein-Wirtschaftsteil um 1900 | Fotos hochladen                |
| Brunnen     | Sayntalstraße Lage   | zweite Hälfte des 19. Jahrhunderts | gusseiserner Laufbrunnen, zweite Hälfte des 19. Jahrhunderts                                | weitere Bilder Fotos hochladen |
| Alte Schule | Schlenkstraße 3 Lage | um 1900                            | ehemalige Schule mit Nebengebäude; Bruchsteinbau, um 1900                                   | Fotos hochladen                |
| Quereinhaus | Weststraße 1 Lage    | erste Hälfte des 18. Jahrhunderts  | ehemaliges Fachwerk-Quereinhaus (?), teilweise massiv, erste Hälfte des 18. Jahrhunderts    | Fotos hochladen                |